# SRGA J144459.2-604207
SRGA J144459.2-604207 — пульсар. Его один оборот вокруг своей оси занимает 5,2 часа. Был открыт 21 февраля 2024 года сотрудниками Института космических исследований РАН с помощью телескопа ART-XC имени М.Н. Павлинского на космической обсерватории «Спектр-РГ».